# Construccions de pedra seca I (la Pobla de Cérvoles)
Construccions de pedra seca I és una obra de la Pobla de Cérvoles (Garrigues) inclosa a l'Inventari del Patrimoni Arquitectònic de Catalunya.

## Descripció
És una cabana de vinya orientada cap al sud-est, feta de pedres irregulars sense desbastar, algunes d'elles reaprofitades, com la pedra circular de molí a la zona esquerra de la façana. La porta allindada és l'únic element que està format a base de grans carreus. El sostre està rematat amb lloses per a protegir la façana de la pluja. En el seu interior hi ha una menjadora pels animals, un petit altell sobre d'aquesta, una llar de foc al terra, situada en un racó, i un armari.